# Philoponella collina
Espèce
Synonymes
- Uloborus collinus Keyserling, 1883

Philoponella collina est une espèce d'araignées aranéomorphes de la famille des Uloboridae.

## Distribution
Cette espèce est endémique du Pérou.

## Description
La femelle holotype mesure 2,7 mm.

## Publication originale
- Keyserling, 1883 : Neue Spinnen aus Amerika. IV.  Verhandlungen der Kaiserlich-Königlichen Zoologisch-Botanischen Gesellschaft in Wien, vol. 32, p. 195-226 (texte intégral).